# Semino Rossi
Semino Rossi (Omar Ernesto Semino) és un cantant austríac d'origen argentí. Va néixer el 29 de maig de 1962 a Rosario, Argentina. Als 23 anys va emigrar a Europa; va partir des de Rosario el 19 març 1985 rumb a Madrid, tan sols amb un bitllet d'anada. El 1986 va conèixer a Innsbruck la seva esposa Gabi que és de Tirol del Sud a Itàlia. Amb ella viu a Tirol del Nord, Àustria.  Canta en alemany, castellà i italià.